# MMDA-2
MMDA-2（化学名：2-methoxy-4,5-methylenedioxyamphetamine，2-甲氧基-4,5-亚甲二氧基苯丙胺，或称为：6-methoxy-MDA，6-甲氧基-MDA），分子式C11H15NO3，是一种安非他命类迷幻药物，是3-甲氧基-4,5-亚甲二氧基苯丙胺（MMDA）、3,4-亚甲二氧基苯丙胺（MDA）的类似物。